# 593 TCN
593 TCN là một năm trong lịch La Mã.

## Mất
- Tôn Thúc Ngao